# Figulus deletus
Figulus deletus es una especie de coleóptero de la familia Lucanidae.

## Distribución geográfica
Habita en Guangxi y Vietnam.